# Trithemis fumosa
Trithemis fumosa – gatunek ważki z rodziny ważkowatych (Libellulidae).